# Quartier du Faubourg-Montmartre
Le quartier du Faubourg-Montmartre est le 35e quartier administratif de Paris situé au sud-est du 9e arrondissement.

## Situation et limites

Les quartiers du 9e arrondissement.

Le quartier du Faubourg-Montmartre est limité à l'est par la rue du Faubourg-Poissonnière, au nord par les rues de Montholon et Lamartine, à l'ouest par les rues Fléchier, de Chateaudun et Laffitte et au sud par les boulevards des Italiens, Montmartre et Poissonnière jusqu'à la rue du Faubourg-Poissonnière.

## Historique

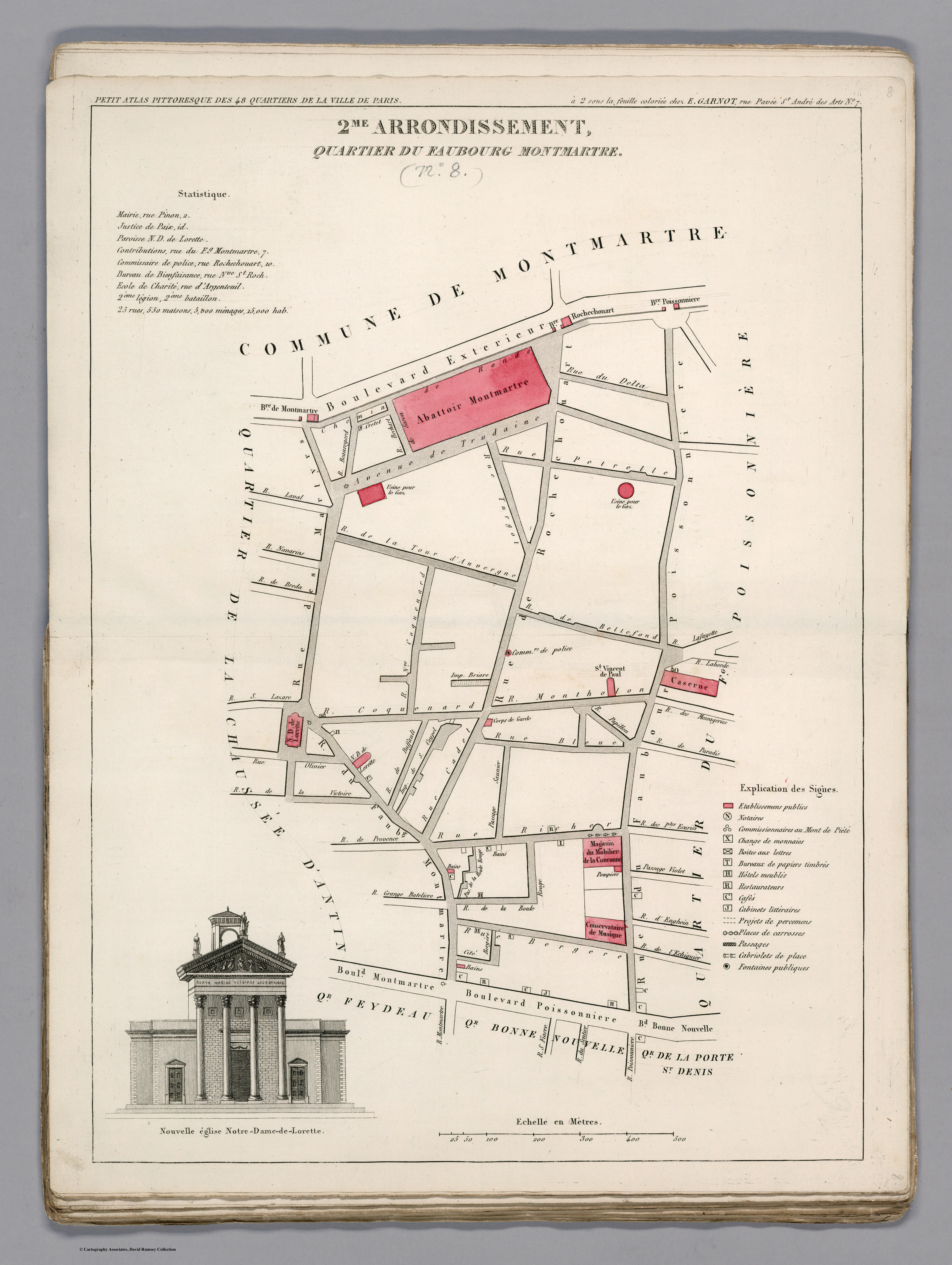
Plan du quartier du Faubourg Montmartre dans l'ancien 2e arrondissement en 1834.

Ce quartier est créé en 1790, durant la Révolution française, sous le nom révolutionnaire de « section du Faubourg-Montmartre ».
Par arrêté préfectoral du 10 mai 1811, la section du Faubourg-
Montmartre, qui était située dans l'ancien 2e arrondissement de Paris prend le nom de « quartier du Faubourg-Montmartre ».
Ses limites sont alors les numéros pairs du boulevard Poissonnière, les numéros pairs de la rue du Faubourg-Montmartre, le mur des Fermiers généraux de la barrière des Martyrs à la barrière Poissonnière et les numéros impairs de la rue du Faubourg-Poissonnière.
La loi du 16 juin 1859 attribue ce quartier administratif au 9e arrondissement, avec les limites suivantes : une ligne partant du boulevard des Italiens, et suivant l'axe des rues Laffitte et Fléchier, des rues Lamartine et de Montholon, de la rue du Faubourg-Poissonnière et les boulevards Poissonnière, Montmartre et des Italiens jusqu'au point de départ.

## Sites particuliers
Le quartier est bordé au sud par les Grands Boulevards. Cette proximité explique sûrement le fait qu'il comprend un grand nombre de salles de spectacles. La plus célèbre est certainement la salle de music-hall des Folies Bergère situé rue Richer, dont le nom est tiré de la rue Bergère toute proche.
On y trouve également le théâtre Trévise (présentant plus spécialement des one-man shows), le théâtre des Nouveautés (comédie de boulevard) et le Palace qui a récemment retrouvé sa vocation initiale, après avoir été une boite de nuit mythique dans les années 1970.
Le cinéma Max Linder se situe au 24, boulevard Poissonnière. Il dispose d'une seule salle de projection, dotée néanmoins de 560 places et d'un grand écran.
La mairie du 9e arrondissement se trouve rue Drouot, dans un ancien hôtel particulier du XVIIIe siècle, très remanié au cours du siècle suivant. Cette rue est également connue pour abriter l'hôtel des ventes de Drouot. Le bâtiment est utilisé par différentes études de commissaires-priseurs.
C'est aussi rue Drouot que se trouvait le Golf-Drouot, très petite salle de concert située au premier étage de l'immeuble bordant le boulevard Montmartre, qui a eu son heure de gloire dans les années 1960 avant de disparaitre. L'immeuble existe toujours mais il n'y a plus de salle de concert.
- 10, rue du Faubourg Montmartre, siège de La Justice, journal fondé par Clemenceau dans les années 1880.

## Dans la littérature
Écrivant pour le journal Détective à partir de ses expériences et connaissances, Joseph Kessel a écrit : « Les cafés du faubourg Montmartre grouillaient d’un monde interlope : Levantins, pédérastes, marchands de drogue. Des cohortes de petites prostituées anémiques et aux lèvres sanglantes, semblaient poussées du pavé gluant ».
Une grande partie des aventures de Nana, du roman éponyme d'Émile Zola se déroulent également dans le quartier.